# Brycen Hopkins
Brycen Avery Hopkins (Nashville, 27 marzo 1997) è un giocatore di football americano statunitense che milita nel ruolo di tight end per i Los Angeles Rams della National Football League (NFL).

## Carriera

### Los Angeles Rams
Hopkins al college giocò a football all'Università Purdue dal 2016 al 2019. Fu scelto nel corso del quarto giro (136º assoluto) del Draft NFL 2020 dai Los Angeles Rams. Debuttò come professionista nella gara del 26 ottobre contro i Chicago Bears. La sua stagione da rookie si chiuse con 5 presenze e nessuna ricezione.
Il 13 febbraio 2022 Hopkins scese in campo nel Super Bowl LVI vinto contro i Cincinnati Bengals 23-20, ricevendo 4 passaggi per 47 yard e conquistando il suo primo titolo.

## Palmarès
- Super Bowl : 1

Los Angeles Rams: LVI
- National Football Conference Championship: 1

Los Angeles Rams: 2021

## Vita privata
Hopkins è figlio dell'ex offensive tackle degli Houston Oilers/Tennessee Titans Brad Hopkins.